# هانس هوبنر
هانس هوبنر (بالألمانية: Hans Hübner)‏ هو كيميائي ألماني، ولد في 13 أكتوبر 1837 في دوسلدورف في ألمانيا، وتوفي في 4 يوليو 1884 في غوتينغن في ألمانيا.